# میدلزوی
میدلزوی (به انگلیسی: Middlezoy) یک روستا و محله مدنی در بریتانیا است که در سژمور واقع شده‌است. میدلزوی ۷۲۵ نفر جمعیت دارد.